# Eleições parlamentares europeias de 2014 na Madeira
| Eleições parlamentares europeias de 2014 por Portugal Distritos: Aveiro \| Beja \| Braga \| Bragança \| Castelo Branco \| Coimbra \| Évora \| Faro \| Guarda \| Leiria \| Lisboa \| Portalegre \| Porto \| Santarém \| Setúbal \| Viana do Castelo \| Vila Real \| Viseu \| Açores \| Madeira \| Estrangeiro |

## Resultados por concelhos
Os resultados nos concelhos da Região Autónoma da Madeira foram os seguintes:

### Calheta
| Partidos                | Partidos                              | Votos  | %               | +/-   |
| ----------------------- | ------------------------------------- | ------ | --------------- | ----- |
|                         | Aliança Portugal                      | 2 521  | 57,58 / 100,00  | 22,74 |
|                         | Partido Socialista                    | 497    | 11,35 / 100,00  | 5,25  |
|                         | Partido da Terra                      | 284    | 6,49 / 100,00   | 5,05  |
|                         | Partido Trabalhista Português         | 238    | 5,44 / 100,00   | -     |
|                         | Coligação Democrática Unitária        | 88     | 2,01 / 100,00   | 0,77  |
|                         | Bloco de Esquerda                     | 78     | 1,78 / 100,00   | 0,64  |
|                         | Partido da Nova Democracia            | 73     | 1,67 / 100,00   | -     |
|                         | Partido pelos Animais e pela Natureza | 69     | 1,58 / 100,00   | Novo  |
|                         | LIVRE                                 | 52     | 1,19 / 100,00   | Novo  |
|                         | PCTP/MRPP                             | 49     | 1,12 / 100,00   | 0,56  |
|                         | Outros                                | 110    | 2,51 / 100,00   |       |
| Votos inválidos         | Votos inválidos                       | 319    | 7,28 / 100,00   | 2,92  |
| Total                   | Total                                 | 4 378  | 100,00 / 100,00 |       |
| Eleitorado/Participação | Eleitorado/Participação               | 12 489 | 35,05 / 100,00  | 6,69  |

| Freguesia           | %     | %     | %     | %    | %    | %    | %    | %    | %    | %    | Votantes |
| Freguesia           | AP    | PS    | MPT   | PTP  | CDU  | BE   | PND  | PAN  | L    | PCTP | Votantes |
| ------------------- | ----- | ----- | ----- | ---- | ---- | ---- | ---- | ---- | ---- | ---- | -------- |
| Arco da Calheta     | 57,28 | 12,35 | 5,41  | 5,92 | 1,86 | 1,78 | 2,28 | 1,86 | 1,35 | 1,10 | 1 182    |
| Calheta             | 51,51 | 12,73 | 8,16  | 5,63 | 2,29 | 2,04 | 2,04 | 1,88 | 1,47 | 0,98 | 1 225    |
| Estreito da Calheta | 64,82 | 7,50  | 6,07  | 5,18 | 1,43 | 1,43 | 1,07 | 1,07 | 0,18 | 0,89 | 560      |
| Fajã da Ovelha      | 62,27 | 12,40 | 5,01  | 4,49 | 2,11 | 0,26 | 1,32 | 0,53 | 2,11 | 1,58 | 379      |
| Jardim do Mar       | 29,41 | 19,33 | 7,56  | 5,88 | 6,72 | 5,88 | 2,52 | 0,84 | 2,52 | 3,36 | 119      |
| Paul do Mar         | 55,39 | 6,86  | 11,76 | 7,35 | 2,94 | 3,43 | 0,49 | 1,96 | 0,98 | 0,49 | 204      |
| Ponta do Pargo      | 62,41 | 9,46  | 5,20  | 4,73 | 1,18 | 1,89 | 0,95 | 1,65 | 0,95 | 1,18 | 423      |
| Prazeres            | 70,63 | 10,14 | 4,20  | 3,85 | 1,05 | 0,35 | 0,70 | 1,40 | 0    | 1,05 | 286      |
| Calheta             | 57,58 | 11,35 | 6,49  | 5,44 | 2,01 | 1,78 | 1,67 | 1,58 | 1,19 | 1,12 | 4 378    |

### Câmara de Lobos
| Partidos                | Partidos                              | Votos  | %               | +/-   |
| ----------------------- | ------------------------------------- | ------ | --------------- | ----- |
|                         | Aliança Portugal                      | 4 199  | 39,12 / 100,00  | 26,87 |
|                         | Partido Socialista                    | 1 679  | 15,64 / 100,00  | 6,46  |
|                         | Partido da Terra                      | 1 392  | 12,97 / 100,00  | 5,97  |
|                         | Partido Trabalhista Português         | 567    | 5,28 / 100,00   | -     |
|                         | Coligação Democrática Unitária        | 482    | 4,49 / 100,00   | 1,19  |
|                         | Bloco de Esquerda                     | 305    | 2,84 / 100,00   | 0,89  |
|                         | Partido pelos Animais e pela Natureza | 290    | 2,70 / 100,00   | Novo  |
|                         | Partido da Nova Democracia            | 232    | 2,16 / 100,00   | -     |
|                         | LIVRE                                 | 170    | 1,58 / 100,00   | Novo  |
|                         | PCTP/MRPP                             | 164    | 1,53 / 100,00   | 0,44  |
|                         | Partido Popular Monárquico            | 116    | 1,08 / 100,00   | 0,31  |
|                         | Outros                                | 258    | 2,40 / 100,00   |       |
| Votos inválidos         | Votos inválidos                       | 879    | 8,19 / 100,00   | 3,87  |
| Total                   | Total                                 | 10 733 | 100,00 / 100,00 |       |
| Eleitorado/Participação | Eleitorado/Participação               | 32 428 | 33,10 / 100,00  | 4,37  |

| Freguesia                   | %     | %     | %     | %    | %    | %    | %    | %    | %    | %    | %    | Votantes |
| Freguesia                   | AP    | PS    | MPT   | PTP  | CDU  | BE   | PAN  | PND  | L    | PCTP | PPM  | Votantes |
| --------------------------- | ----- | ----- | ----- | ---- | ---- | ---- | ---- | ---- | ---- | ---- | ---- | -------- |
| Câmara de Lobos             | 36,28 | 16,36 | 14,04 | 5,71 | 4,64 | 3,55 | 3,46 | 1,82 | 1,57 | 1,71 | 0,91 | 4 394    |
| Curral das Freiras          | 52,13 | 13,07 | 2,20  | 4,26 | 8,67 | 1,93 | 2,06 | 2,48 | 0,83 | 0,96 | 1,10 | 727      |
| Estreito de Câmara de Lobos | 42,13 | 13,04 | 14,10 | 4,77 | 3,55 | 2,46 | 2,18 | 2,32 | 1,54 | 1,48 | 1,23 | 3 582    |
| Jardim da Serra             | 29,76 | 23,28 | 10,89 | 6,23 | 5,49 | 2,66 | 1,83 | 2,66 | 2,00 | 2,00 | 1,33 | 1 203    |
| Quinta Grande               | 43,41 | 14,27 | 14,87 | 4,72 | 2,66 | 1,81 | 2,78 | 2,30 | 1,93 | 0,60 | 0,97 | 827      |
| Câmara de Lobos             | 39,12 | 15,64 | 12,97 | 5,28 | 4,49 | 2,84 | 2,70 | 2,16 | 1,58 | 1,53 | 1,08 | 10 733   |

### Funchal
| Partidos                | Partidos                              | Votos   | %               | +/-   |
| ----------------------- | ------------------------------------- | ------- | --------------- | ----- |
|                         | Aliança Portugal                      | 9 818   | 26,09 / 100,00  | 29,09 |
|                         | Partido Socialista                    | 8 932   | 23,74 / 100,00  | 7,89  |
|                         | Partido da Terra                      | 3 922   | 10,42 / 100,00  | 7,90  |
|                         | Coligação Democrática Unitária        | 2 422   | 6,44 / 100,00   | 3,06  |
|                         | Partido Trabalhista Português         | 2 209   | 5,87 / 100,00   | -     |
|                         | Bloco de Esquerda                     | 1 726   | 4,59 / 100,00   | 2,27  |
|                         | Partido pelos Animais e pela Natureza | 1 468   | 3,90 / 100,00   | Novo  |
|                         | Partido da Nova Democracia            | 997     | 2,65 / 100,00   | -     |
|                         | LIVRE                                 | 845     | 2,25 / 100,00   | Novo  |
|                         | PCTP/MRPP                             | 716     | 1,90 / 100,00   | 0,39  |
|                         | Partido Popular Monárquico            | 417     | 1,11 / 100,00   | 0,55  |
|                         | Outros                                | 880     | 2,34 / 100,00   |       |
| Votos inválidos         | Votos inválidos                       | 3 275   | 8,71 / 100,00   | 3,37  |
| Total                   | Total                                 | 37 627  | 100,00 / 100,00 |       |
| Eleitorado/Participação | Eleitorado/Participação               | 106 514 | 35,33 / 100,00  | 5,65  |

| Freguesia                  | %     | %     | %     | %    | %    | %    | %    | %    | %    | %    | %    | Votantes |
| Freguesia                  | AP    | PS    | MPT   | CDU  | PTP  | BE   | PAN  | PND  | L    | PCTP | PPM  | Votantes |
| -------------------------- | ----- | ----- | ----- | ---- | ---- | ---- | ---- | ---- | ---- | ---- | ---- | -------- |
| Imaculado Coração de Maria | 26,17 | 24,20 | 11,34 | 7,59 | 5,44 | 3,98 | 3,84 | 3,11 | 2,10 | 1,69 | 0,73 | 2 186    |
| Monte                      | 23,88 | 22,67 | 10,27 | 8,05 | 6,02 | 3,19 | 4,49 | 3,52 | 2,22 | 2,31 | 1,43 | 2 161    |
| Santa Luzia                | 29,60 | 22,85 | 11,71 | 5,43 | 5,00 | 4,58 | 4,15 | 2,64 | 1,79 | 1,18 | 0,85 | 2 118    |
| Santa Maria Maior          | 24,92 | 25,81 | 11,09 | 5,65 | 5,95 | 4,46 | 3,83 | 2,36 | 2,04 | 1,98 | 1,17 | 4 959    |
| Santo António              | 24,39 | 23,57 | 9,10  | 7,30 | 7,15 | 4,17 | 4,03 | 2,55 | 2,11 | 2,19 | 1,29 | 8 985    |
| São Gonçalo                | 25,02 | 26,57 | 9,44  | 5,54 | 6,39 | 5,09 | 3,55 | 2,65 | 1,95 | 2,20 | 0,90 | 2 002    |
| São Martinho               | 26,27 | 22,72 | 10,88 | 5,84 | 5,62 | 5,48 | 4,05 | 2,61 | 2,89 | 1,75 | 1,03 | 8 214    |
| São Pedro                  | 27,49 | 24,65 | 11,07 | 6,95 | 4,79 | 4,91 | 3,32 | 2,72 | 2,16 | 1,76 | 1,00 | 2 503    |
| São Roque                  | 27,78 | 23,37 | 10,60 | 6,55 | 4,81 | 4,27 | 3,57 | 2,36 | 1,88 | 1,88 | 1,04 | 3 556    |
| Sé                         | 36,16 | 19,62 | 10,50 | 3,50 | 3,82 | 5,30 | 3,50 | 3,39 | 2,65 | 1,06 | 1,38 | 943      |
| Funchal                    | 26,09 | 23,74 | 10,42 | 6,44 | 5,87 | 4,59 | 3,90 | 2,65 | 2,25 | 1,90 | 1,11 | 37 627   |

### Machico
| Partidos                | Partidos                              | Votos  | %               | +/-   |
| ----------------------- | ------------------------------------- | ------ | --------------- | ----- |
|                         | Partido Socialista                    | 2 373  | 39,07 / 100,00  | 13,02 |
|                         | Aliança Portugal                      | 1 471  | 24,22 / 100,00  | 30,97 |
|                         | Partido da Terra                      | 548    | 9,02 / 100,00   | 6,82  |
|                         | Partido Trabalhista Português         | 340    | 5,60 / 100,00   | -     |
|                         | Coligação Democrática Unitária        | 177    | 2,91 / 100,00   | 1,17  |
|                         | Bloco de Esquerda                     | 165    | 2,72 / 100,00   | 2,25  |
|                         | Partido pelos Animais e pela Natureza | 129    | 2,12 / 100,00   | Novo  |
|                         | LIVRE                                 | 88     | 1,45 / 100,00   | Novo  |
|                         | Partido da Nova Democracia            | 86     | 1,42 / 100,00   | -     |
|                         | PCTP/MRPP                             | 81     | 1,33 / 100,00   | 0,46  |
|                         | Partido Popular Monárquico            | 61     | 1,00 / 100,00   | 0,62  |
|                         | Outros                                | 98     | 1,61 / 100,00   |       |
| Votos inválidos         | Votos inválidos                       | 456    | 7,50 / 100,00   | 3,07  |
| Total                   | Total                                 | 6 073  | 100,00 / 100,00 |       |
| Eleitorado/Participação | Eleitorado/Participação               | 21 007 | 28,91 / 100,00  | 4,99  |

| Freguesia              | %     | %     | %     | %    | %    | %    | %    | %    | %    | %    | %    | Votantes |
| Freguesia              | PS    | AP    | MPT   | PTP  | CDU  | BE   | PAN  | L    | PND  | PCTP | PPM  | Votantes |
| ---------------------- | ----- | ----- | ----- | ---- | ---- | ---- | ---- | ---- | ---- | ---- | ---- | -------- |
| Água de Pena           | 35,18 | 20,44 | 10,51 | 7,74 | 3,36 | 2,19 | 2,48 | 1,46 | 1,75 | 1,31 | 1,46 | 685      |
| Caniçal                | 42,86 | 26,56 | 8,15  | 4,01 | 1,65 | 2,95 | 1,53 | 1,30 | 1,18 | 1,18 | 1,18 | 847      |
| Machico                | 43,45 | 20,87 | 8,30  | 5,44 | 2,99 | 2,96 | 2,32 | 1,58 | 1,03 | 1,22 | 0,84 | 3 109    |
| Porto da Cruz          | 32,14 | 29,45 | 11,34 | 5,27 | 3,08 | 2,09 | 2,19 | 1,29 | 2,09 | 1,69 | 1,00 | 1 005    |
| Santo António da Serra | 22,25 | 37,70 | 8,20  | 7,26 | 3,75 | 2,81 | 1,17 | 1,17 | 2,58 | 1,64 | 1,17 | 427      |
| Machico                | 39,07 | 24,22 | 9,02  | 5,60 | 2,91 | 2,72 | 2,12 | 1,45 | 1,42 | 1,33 | 1,00 | 6 073    |

### Ponta do Sol
| Partidos                | Partidos                              | Votos | %               | +/-   |
| ----------------------- | ------------------------------------- | ----- | --------------- | ----- |
|                         | Aliança Portugal                      | 1 218 | 46,12 / 100,00  | 27,74 |
|                         | Partido Socialista                    | 471   | 17,83 / 100,00  | 6,37  |
|                         | Partido da Terra                      | 185   | 7,00 / 100,00   | 5,32  |
|                         | Partido Trabalhista Português         | 179   | 6,78 / 100,00   | -     |
|                         | Coligação Democrática Unitária        | 63    | 2,39 / 100,00   | 0,16  |
|                         | Bloco de Esquerda                     | 57    | 2,16 / 100,00   | 1,15  |
|                         | LIVRE                                 | 54    | 2,04 / 100,00   | Novo  |
|                         | Partido pelos Animais e pela Natureza | 52    | 1,97 / 100,00   | Novo  |
|                         | PCTP/MRPP                             | 41    | 1,55 / 100,00   | 0,74  |
|                         | Partido da Nova Democracia            | 36    | 1,36 / 100,00   | -     |
|                         | Outros                                | 83    | 3,14 / 100,00   |       |
| Votos inválidos         | Votos inválidos                       | 202   | 7,64 / 100,00   | 3,85  |
| Total                   | Total                                 | 2 641 | 100,00 / 100,00 |       |
| Eleitorado/Participação | Eleitorado/Participação               | 9 801 | 26,95 / 100,00  | 9,62  |

| Freguesia       | %     | %     | %     | %    | %    | %    | %    | %    | %    | %    | Votantes |
| Freguesia       | AP    | PS    | MPT   | PTP  | CDU  | BE   | L    | PAN  | PCTP | PND  | Votantes |
| --------------- | ----- | ----- | ----- | ---- | ---- | ---- | ---- | ---- | ---- | ---- | -------- |
| Canhas          | 52,44 | 17,42 | 4,61  | 5,53 | 2,49 | 1,20 | 1,38 | 1,94 | 1,20 | 1,11 | 1 085    |
| Madalena do Mar | 39,26 | 22,09 | 11,04 | 6,75 | 3,68 | 1,23 | 3,68 | 3,07 | 0    | 0    | 163      |
| Ponta do Sol    | 42,00 | 17,66 | 8,40  | 7,75 | 2,15 | 3,02 | 2,37 | 1,87 | 2,01 | 1,72 | 1 393    |
| Ponta do Sol    | 46,12 | 17,83 | 7,00  | 6,78 | 2,39 | 2,16 | 2,04 | 1,97 | 1,55 | 1,36 | 2 641    |

### Porto Moniz
| Partidos                | Partidos                              | Votos | %               | +/-   |
| ----------------------- | ------------------------------------- | ----- | --------------- | ----- |
|                         | Aliança Portugal                      | 564   | 40,66 / 100,00  | 25,26 |
|                         | Partido Socialista                    | 509   | 36,70 / 100,00  | 14,01 |
|                         | Partido da Terra                      | 69    | 4,97 / 100,00   | 4,01  |
|                         | Partido Trabalhista Português         | 55    | 3,97 / 100,00   | -     |
|                         | Partido pelos Animais e pela Natureza | 21    | 1,51 / 100,00   | Novo  |
|                         | Coligação Democrática Unitária        | 20    | 1,44 / 100,00   | 0,08  |
|                         | Outros                                | 52    | 3,74 / 100,00   |       |
| Votos inválidos         | Votos inválidos                       | 97    | 6,99 / 100,00   | 1,35  |
| Total                   | Total                                 | 1 387 | 100,00 / 100,00 |       |
| Eleitorado/Participação | Eleitorado/Participação               | 3 386 | 40,96 / 100,00  | 7,38  |

| Freguesia         | %     | %     | %    | %    | %    | %    | Votantes |
| Freguesia         | AP    | PS    | MPT  | PTP  | PAN  | CDU  | Votantes |
| ----------------- | ----- | ----- | ---- | ---- | ---- | ---- | -------- |
| Achadas da Cruz   | 41,88 | 45,30 | 6,84 | 2,56 | 0    | 0,85 | 117      |
| Porto Moniz       | 39,70 | 34,89 | 5,27 | 3,98 | 1,87 | 1,41 | 854      |
| Ribeira da Janela | 42,28 | 38,21 | 2,44 | 0    | 1,63 | 1,63 | 123      |
| Seixal            | 42,32 | 37,88 | 4,44 | 6,14 | 1,02 | 1,71 | 293      |
| Porto Moniz       | 40,66 | 36,70 | 4,97 | 3,97 | 1,51 | 1,44 | 1 387    |

### Porto Santo
| Partidos                | Partidos                              | Votos | %               | +/-   |
| ----------------------- | ------------------------------------- | ----- | --------------- | ----- |
|                         | Partido Socialista                    | 619   | 38,71 / 100,00  | 18,15 |
|                         | Aliança Portugal                      | 434   | 27,14 / 100,00  | 32,32 |
|                         | Partido Trabalhista Português         | 107   | 6,69 / 100,00   | -     |
|                         | Partido da Terra                      | 105   | 6,57 / 100,00   | 4,97  |
|                         | Bloco de Esquerda                     | 46    | 2,88 / 100,00   | 1,01  |
|                         | Coligação Democrática Unitária        | 36    | 2,25 / 100,00   | 0,63  |
|                         | PCTP/MRPP                             | 30    | 1,88 / 100,00   | 0,60  |
|                         | Partido pelos Animais e pela Natureza | 22    | 1,38 / 100,00   | Novo  |
|                         | LIVRE                                 | 17    | 1,06 / 100,00   | Novo  |
|                         | Partido da Nova Democracia            | 17    | 1,06 / 100,00   | -     |
|                         | Outros                                | 34    | 2,13 / 100,00   |       |
| Votos inválidos         | Votos inválidos                       | 132   | 8,26 / 100,00   | 0,43  |
| Total                   | Total                                 | 1 599 | 100,00 / 100,00 |       |
| Eleitorado/Participação | Eleitorado/Participação               | 5 680 | 28,15 / 100,00  | 8,15  |

| Freguesia   | %     | %     | %    | %    | %    | %    | %    | %    | %    | %    | Votantes |
| Freguesia   | PS    | AP    | PTP  | MPT  | BE   | CDU  | PCTP | PAN  | L    | PND  | Votantes |
| ----------- | ----- | ----- | ---- | ---- | ---- | ---- | ---- | ---- | ---- | ---- | -------- |
| Porto Santo | 38,71 | 27,14 | 6,69 | 6,57 | 2,88 | 2,25 | 1,88 | 1,38 | 1,06 | 1,06 | 1 599    |
| Porto Santo | 38,71 | 27,14 | 6,69 | 6,57 | 2,88 | 2,25 | 1,88 | 1,38 | 1,06 | 1,06 | 1 599    |

### Ribeira Brava
| Partidos                | Partidos                              | Votos  | %               | +/-   |
| ----------------------- | ------------------------------------- | ------ | --------------- | ----- |
|                         | Aliança Portugal                      | 2 033  | 42,72 / 100,00  | 30,77 |
|                         | Partido Socialista                    | 852    | 17,90 / 100,00  | 8,84  |
|                         | Partido da Terra                      | 342    | 7,19 / 100,00   | 5,12  |
|                         | Partido Trabalhista Português         | 333    | 7,00 / 100,00   | -     |
|                         | Coligação Democrática Unitária        | 142    | 2,98 / 100,00   | 0,42  |
|                         | Bloco de Esquerda                     | 133    | 2,79 / 100,00   | 0,68  |
|                         | Partido pelos Animais e pela Natureza | 127    | 2,67 / 100,00   | Novo  |
|                         | LIVRE                                 | 83     | 1,74 / 100,00   | Novo  |
|                         | Partido da Nova Democracia            | 78     | 1,64 / 100,00   | -     |
|                         | PCTP/MRPP                             | 76     | 1,60 / 100,00   | 0,52  |
|                         | Partido Popular Monárquico            | 59     | 1,24 / 100,00   | 0,66  |
|                         | Outros                                | 94     | 1,98 / 100,00   |       |
| Votos inválidos         | Votos inválidos                       | 407    | 8,55 / 100,00   | 4,04  |
| Total                   | Total                                 | 4 759  | 100,00 / 100,00 |       |
| Eleitorado/Participação | Eleitorado/Participação               | 14 140 | 33,66 / 100,00  | 7,39  |

| Freguesia     | %     | %     | %    | %     | %    | %    | %    | %    | %    | %    | %    | Votantes |
| Freguesia     | AP    | PS    | MPT  | PTP   | CDU  | BE   | PAN  | L    | PND  | PCTP | PPM  | Votantes |
| ------------- | ----- | ----- | ---- | ----- | ---- | ---- | ---- | ---- | ---- | ---- | ---- | -------- |
| Campanário    | 42,73 | 16,88 | 8,10 | 5,63  | 2,72 | 2,23 | 3,40 | 1,36 | 1,42 | 1,48 | 0,99 | 1 617    |
| Ribeira Brava | 42,12 | 17,37 | 7,26 | 7,78  | 2,94 | 3,67 | 2,55 | 2,03 | 1,94 | 1,64 | 1,25 | 2 315    |
| Serra de Água | 46,29 | 22,47 | 4,49 | 4,49  | 2,47 | 1,57 | 1,57 | 1,80 | 0,90 | 1,35 | 2,25 | 445      |
| Tabua         | 42,15 | 20,16 | 6,02 | 10,99 | 4,97 | 1,31 | 1,57 | 1,57 | 1,57 | 2,09 | 1,05 | 382      |
| Ribeira Brava | 42,72 | 17,90 | 7,19 | 7,00  | 2,98 | 2,79 | 2,67 | 1,74 | 1,64 | 1,60 | 1,24 | 4 759    |

### Santa Cruz
| Partidos                | Partidos                              | Votos  | %               | +/-   |
| ----------------------- | ------------------------------------- | ------ | --------------- | ----- |
|                         | Aliança Portugal                      | 2 830  | 21,27 / 100,00  | 36,19 |
|                         | Partido Socialista                    | 2 711  | 20,38 / 100,00  | 6,13  |
|                         | Partido da Terra                      | 1 545  | 11,61 / 100,00  | 8,39  |
|                         | Partido Trabalhista Português         | 1 371  | 10,31 / 100,00  | -     |
|                         | Coligação Democrática Unitária        | 653    | 4,91 / 100,00   | 1,95  |
|                         | Partido pelos Animais e pela Natureza | 638    | 4,80 / 100,00   | Novo  |
|                         | Bloco de Esquerda                     | 587    | 4,41 / 100,00   | 3,31  |
|                         | Partido da Nova Democracia            | 379    | 2,85 / 100,00   | -     |
|                         | LIVRE                                 | 366    | 2,75 / 100,00   | Novo  |
|                         | PCTP/MRPP                             | 261    | 1,96 / 100,00   | 0,46  |
|                         | Partido Popular Monárquico            | 207    | 1,56 / 100,00   | 1,19  |
|                         | Outros                                | 377    | 2,83 / 100,00   |       |
| Votos inválidos         | Votos inválidos                       | 1 377  | 10,36 / 100,00  | 4,12  |
| Total                   | Total                                 | 13 302 | 100,00 / 100,00 |       |
| Eleitorado/Participação | Eleitorado/Participação               | 37 690 | 35,29 / 100,00  | 8,91  |

| Freguesia              | %     | %     | %     | %     | %    | %    | %    | %    | %    | %    | %    | Votantes |
| Freguesia              | AP    | PS    | MPT   | PTP   | CDU  | PAN  | BE   | PND  | L    | PCTP | PPM  | Votantes |
| ---------------------- | ----- | ----- | ----- | ----- | ---- | ---- | ---- | ---- | ---- | ---- | ---- | -------- |
| Camacha                | 23,36 | 19,31 | 11,59 | 7,82  | 3,95 | 4,23 | 3,27 | 3,27 | 2,95 | 2,77 | 2,17 | 2 812    |
| Caniço                 | 19,63 | 20,09 | 12,61 | 8,46  | 5,71 | 5,40 | 5,39 | 2,89 | 3,17 | 1,71 | 1,60 | 6 883    |
| Gaula                  | 26,45 | 21,37 | 10,48 | 11,12 | 4,53 | 4,37 | 4,53 | 2,07 | 1,67 | 1,51 | 0,71 | 1 259    |
| Santa Cruz             | 19,95 | 23,04 | 9,28  | 18,12 | 4,06 | 3,77 | 2,80 | 2,51 | 1,59 | 2,13 | 1,26 | 2 070    |
| Santo António da Serra | 27,34 | 14,03 | 9,71  | 19,42 | 2,88 | 5,04 | 3,24 | 5,40 | 2,16 | 0,72 | 0,36 | 278      |
| Santa Cruz             | 21,27 | 20,38 | 11,61 | 10,31 | 4,91 | 4,80 | 4,41 | 2,85 | 2,75 | 1,96 | 1,56 | 13 302   |

### Santana
| Partidos                | Partidos                              | Votos | %               | +/-   |
| ----------------------- | ------------------------------------- | ----- | --------------- | ----- |
|                         | Aliança Portugal                      | 1 205 | 42,22 / 100,00  | 26,97 |
|                         | Partido Socialista                    | 546   | 19,13 / 100,00  | 5,31  |
|                         | Partido da Terra                      | 219   | 7,67 / 100,00   | 5,88  |
|                         | Partido Trabalhista Português         | 200   | 7,01 / 100,00   | -     |
|                         | Coligação Democrática Unitária        | 86    | 3,01 / 100,00   | 0,50  |
|                         | Bloco de Esquerda                     | 64    | 2,24 / 100,00   | 1,15  |
|                         | Partido pelos Animais e pela Natureza | 64    | 2,24 / 100,00   | Novo  |
|                         | LIVRE                                 | 53    | 1,86 / 100,00   | Novo  |
|                         | Partido da Nova Democracia            | 52    | 1,82 / 100,00   | -     |
|                         | PCTP/MRPP                             | 50    | 1,75 / 100,00   | 0,79  |
|                         | Outros                                | 102   | 3,58 / 100,00   |       |
| Votos inválidos         | Votos inválidos                       | 213   | 7,47 / 100,00   | 1,86  |
| Total                   | Total                                 | 2 854 | 100,00 / 100,00 |       |
| Eleitorado/Participação | Eleitorado/Participação               | 8 392 | 34,01 / 100,00  | 6,11  |

| Freguesia          | %     | %     | %     | %    | %    | %    | %    | %    | %    | %    | Votantes |
| Freguesia          | AP    | PS    | MPT   | PTP  | CDU  | BE   | PAN  | L    | PND  | PCTP | Votantes |
| ------------------ | ----- | ----- | ----- | ---- | ---- | ---- | ---- | ---- | ---- | ---- | -------- |
| Arco de São Jorge  | 40,96 | 20,21 | 7,45  | 5,32 | 2,13 | 2,13 | 4,26 | 2,13 | 0    | 2,66 | 188      |
| Faial              | 48,82 | 17,79 | 6,90  | 6,53 | 2,18 | 1,45 | 2,18 | 1,27 | 1,63 | 1,27 | 551      |
| Ilha               | 70,71 | 11,43 | 5,00  | 0,71 | 1,43 | 2,14 | 0,71 | 0,71 | 0,71 | 0    | 140      |
| Santana            | 33,94 | 20,72 | 10,36 | 9,79 | 2,38 | 2,76 | 2,57 | 2,28 | 2,19 | 1,71 | 1 052    |
| São Jorge          | 44,81 | 17,05 | 5,84  | 4,55 | 4,55 | 2,76 | 1,95 | 1,95 | 1,95 | 2,44 | 616      |
| São Roque do Faial | 41,37 | 23,13 | 4,89  | 7,17 | 4,89 | 0,98 | 1,30 | 1,63 | 2,28 | 1,63 | 307      |
| Santana            | 42,22 | 19,13 | 7,67  | 7,01 | 3,01 | 2,24 | 2,24 | 1,86 | 1,82 | 1,75 | 2 854    |

### São Vicente
| Partidos                | Partidos                              | Votos | %               | +/-   |
| ----------------------- | ------------------------------------- | ----- | --------------- | ----- |
|                         | Aliança Portugal                      | 786   | 39,56 / 100,00  | 28,50 |
|                         | Partido Socialista                    | 524   | 26,37 / 100,00  | 8,57  |
|                         | Partido da Terra                      | 139   | 7,00 / 100,00   | 5,66  |
|                         | Partido Trabalhista Português         | 138   | 6,95 / 100,00   | -     |
|                         | Bloco de Esquerda                     | 45    | 2,26 / 100,00   | 1,04  |
|                         | Partido pelos Animais e pela Natureza | 35    | 1,76 / 100,00   | Novo  |
|                         | Coligação Democrática Unitária        | 30    | 1,51 / 100,00   | 0,74  |
|                         | Partido da Nova Democracia            | 29    | 1,46 / 100,00   | -     |
|                         | Partido Popular Monárquico            | 28    | 1,41 / 100,00   | 1,19  |
|                         | LIVRE                                 | 27    | 1,36 / 100,00   | Novo  |
|                         | Outros                                | 53    | 2,66 / 100,00   |       |
| Votos inválidos         | Votos inválidos                       | 153   | 7,71 / 100,00   | 3,04  |
| Total                   | Total                                 | 1 987 | 100,00 / 100,00 |       |
| Eleitorado/Participação | Eleitorado/Participação               | 6 392 | 31,09 / 100,00  | 7,32  |

| Freguesia     | %     | %     | %    | %    | %    | %    | %    | %    | %    | %    | Votantes |
| Freguesia     | AP    | PS    | MPT  | PTP  | BE   | PAN  | CDU  | PND  | PPM  | L    | Votantes |
| ------------- | ----- | ----- | ---- | ---- | ---- | ---- | ---- | ---- | ---- | ---- | -------- |
| Boa Ventura   | 38,25 | 24,36 | 5,34 | 9,19 | 1,28 | 0,64 | 2,56 | 1,71 | 2,14 | 1,71 | 468      |
| Ponta Delgada | 43,31 | 30,79 | 6,58 | 3,61 | 1,70 | 1,49 | 1,27 | 0,64 | 1,06 | 1,06 | 471      |
| São Vicente   | 38,45 | 25,29 | 7,92 | 7,44 | 2,96 | 2,39 | 1,15 | 1,72 | 1,24 | 1,34 | 1 048    |
| São Vicente   | 39,56 | 26,37 | 7,00 | 6,95 | 2,26 | 1,76 | 1,51 | 1,46 | 1,41 | 1,36 | 1 987    |